# Philygria miyagii
Philygria miyagii är en tvåvingeart som beskrevs av Hollmann-schirrmacher 1998. Philygria miyagii ingår i släktet Philygria och familjen vattenflugor. Inga underarter finns listade i Catalogue of Life.